# Le Christ portant sa croix
Pour les articles homonymes, voir Christ portant la croix (homonymie).
Le Christ portant sa croix est une sculpture polychrome en chêne datant du XVIe siècle, haute d'un mètre soixante-quinze centimètres, représentant Jésus-Christ qui porte sa croix. Elle est l'œuvre d'un artiste contemporain du sculpteur Ligier Richier (v. 1500 - 1567) et a longtemps été attribuée à ce dernier. Elle se trouve actuellement dans l'église Saint-Laurent de Pont-à-Mousson.
Elle faisait partie, à l'origine, d'un chemin de croix élevé dans le cimetière du couvent des Clarisses, à Pont-à-Mousson, par Philippe de Gueldre, femme de René II, duc de Lorraine.
Elle a été classée monument historique au titre objet en 1934.
En 1948, le décapage de la couche de peinture moderne dont elle était enduite, révéla que la robe du Christ était d'un vert foncé parsemé de losanges rouges.
Cette œuvre a figuré à l'exposition Chefs-d'œuvre de l'art alsacien et de l'art lorrain, au musée des arts décoratifs de Paris en 1948.